# Luigi Madonis
Luigi Madonis (* um 1690 in Venedig; † um 1770, nach anderen Angaben 22. Januar 1777 in Sankt Petersburg) war ein italienischer Komponist und Violinist.

## Leben und Wirken
Luigi Madonis stammte aus einer weitverzweigten venezianischen Musiker- und Künstlerfamilie, deren Verwandtschaftsgrade nicht immer zweifelsfrei zu klären sind. Möglicherweise war Madonis ein Schüler von Antonio Vivaldi und vermutlich der Geiger, den Johann Joachim Quantz 1726 in Venedig hörte und neben Vivaldi lobend erwähnte. Zu dieser Zeit könnte er im Orchester des Theaters S. Angelo gespielt haben, welches unter Vivaldis Leitung stand. Luigi Madonis weilte einige Jahre in Paris, wo er im Mai 1729 und im August 1730 erfolgreich als Solist im Concert spirituel auftrat, einem Konzertveranstalter, in dessen Orchester er Mitglied war. Gleichzeitig stand er als „maître de musique“ in Diensten des Botschafters der Republik Venedig. 1731 erschien in Paris eine Sammlung Violinsonaten XII Sonates à violon seul avec la basse. Wieder zurück in Venedig wurde er 1733 von der russischen Zarin Anna Iwanovna als Konzertmeister des Hoforchesters, bei einem Gehalt von 1050 Rubel berufen, das wenig später auf 1550 Rubel erhöht wurde. 1738 veröffentlichte er in Sankt Petersburg eine weitere Sammlung Violinsonaten, die 12 raznych sinfonij, radi skripki e basa, die er der Zarin widmete. Die Tanzsätze dieser Sonaten basieren zum Teil auf russischen und ukrainischen Volksliedern.
In den Jahren 1738 und 1739 nahm Madonis bezahlten Urlaub und hielt sich in Venedig auf. 1740 kehrte er nach Russland zurück und nahm seinen Dienst unter dem neuen Zaren Iwan VI. auf. Im gleichen Jahr heiratete er die georgische Sängerin Natalia Petrovna. Zur Krönung der neuen Zarin Elisabeth komponierte Madonis mehrere Arien als Einlagen für die Oper La clemenza di Tito von Johann Adolph Hasse. Madonis wirkte bis 1762 im Hoforchester, danach wurde er bei vollem Gehalt durch Domenico Dall’Oglio vertreten. Ab 1767 bis zu seinem Tod erhielt er eine jährliche Rente von 1200 Rubel.